# Siège du château de Kumamoto
Rébellion de Satsuma
Batailles
- Kumamoto
- Tabaruzaka
- Shiroyama

Le siège du château de Kumamoto (熊本城強襲, Kumamotojō kyōshō) du 19 février au 12 avril 1877 à Kumamoto au Japon est une bataille majeure de la rébellion de Satsuma.

## Histoire du siège
Après l'ouverture des hostilités entre le domaine de Satsuma et le gouvernement de Meiji, Saigō Takamori, chef militaire de Satsuma, annonce son intention de marcher sur Tokyo pour parler avec l'empereur Meiji et pour débarrasser le gouvernement des politiciens véreux et corrompus. La route vers Tokyo passe par Kumamotoe, site du château de Kumamoto et ville de garnison principale de l'armée impériale japonaise à Kyūshū. Les dirigeants du gouvernement Meiji sont conscients que la perte de Kumamoto signifierait la perte de l'île de Kyūshū qui passerait sous le contrôle des forces de Satsuma et que cette perte attiserait des révoltes dans d'autres régions du Japon.
L'avant-garde de Satsuma traverse la préfecture de Kumamoto le 14 février et le commandant du château de Kumamoto, le général Tani Tateki, fait dire à Oyama, gouverneur de Satsuma, que toute tentative par ses soldats de traverser Kumamoto serait contrée par la force. Tani dispose de 3 800 soldats et de 600 policiers. Parmi les défenseurs figurent un certain nombre d'hommes qui, plus tard, accèdent à des postes de grande importance dans l'armée japonaise dont Kabayama Sukenori, Kodama Gentaro, Kawakami Soroku, Nogi Maresuke et Oku Yasukata. Cependant, comme la plupart des éléments de la garnison du château de Kumamoto sont de Kyūshū et que la plupart des officiers sont originaires de Kagoshima, leur loyauté est sujette à caution. Plutôt que prendre le risque de désertions ou de défections, Tani décide de se tenir sur la défensive.
Le 19 février, les premiers coups de feu sont le fait des défenseurs du château de Kumamoto qui ouvrent le feu sur les unités Satsuma qui tentent de se frayer un chemin vers le château. Le château, construit en 1598, est parmi les plus forts au Japon et Saigō est convaincu que ses forces seront plus que supérieures aux conscrits paysans de Tani Tateki, encore démoralisés par la récente rébellion de Shinpūren. 
Le 22 février, le gros de l'armée de Satsuma arrive et attaque le château de Kumamoto dans un mouvement de tenailles. Les combats se poursuivent dans la nuit. Les forces impériales reculent et Nogi Maresuke, le major suppléant du quatorzième régiment Kokura perd les couleurs du régiment dans de violents combats. Cependant, malgré son succès, l'armée de Satsuma ne parvient pas à s'emparer du château et commence à se rendre compte que l'armée de conscription n'est pas aussi inefficace que d'abord supposé. Après deux jours d'attaques infructueuses, les forces de Satsuma creusent dans le sol glacé dur comme la pierre autour du château et tente d'affamer la garnison par un siège. La situation est particulièrement désespérée pour les défenseurs car leurs réserves de nourriture et de munitions ont été anéanties par un incendie d'entrepôt survenu peu de temps avant le début de la rébellion.
Un détachement rebelle envoyé pour bloquer les cols au nord de la ville rencontre bientôt les éléments avancés de la force de secours. Après plusieurs affrontements tendus, les deux parties se séparent le 26 février.
Pendant le siège, beaucoup d'anciens samouraïs de Kumamoto affluent vers l’étendard de Saigō, montant ses forces à quelque 20 000 hommes. Saigō est cependant contraint de diviser ses troupes pour maintenir une longue ligne défensive de Tabaruzaka jusqu'à la baie de Ariake. Lors de la bataille de Tabaruzaka, quelque 15 000 de ses samouraïs affrontent une armée impériale de plus de 90 000 hommes et sont forcés de battre en retraite avec d'importantes pertes. Saigō est en outre incapable d'empêcher le débarquement de troupe sur son arrière et la perte de Kagoshima comme base pour les fournitures et les renforts. 
Dans la nuit du 8 avril, une force du château fait une sortie, forçant une brèche dans les lignes de Satsuma et permettant aux approvisionnements désespérément nécessaires d'atteindre la garnison. La principale armée impériale, sous le commandement du général Kuroda Kiyotaka avec l'aide du général Yamakawa Hiroshi arrive à Kumamoto le 12 avril, mettant en fuite les forces de Satsumala maintenant en forte infériorité numérique.

## Conséquences
La défaite de Saigō à Kumamoto démoralise fortement et affaiblit ses forces qui se retirent en désordre et sont incapables de reprendre leur offensive. Bien que Saigō a combattu dans plusieurs autres batailles avant la bataille de Shiroyama finale, chaque bataille est menée comme une opération défensive avec la diminution des effectifs et des fournitures contre des troupes impériales toujours plus nombreuses.
Un éventail japonais commémorant l'événement est conservé dans la collection de la Staten Island Historical Society à New York, représentant Saigō Takamori dans une scène intitulée « La bataille près /de la citadelle de Kumamoto ». 

## Source de la traduction
- (en) Cet article est partiellement ou en totalité issu de l’article de Wikipédia en anglais intitulé « Siege of Kumamoto Castle » (voir la liste des auteurs).